# Древовиднощупальцевые голотурии
Древовиднощупальцевые голотурии (лат. Dendrochirotida, или лат. Dendrochirota) — отряд иглокожих из класса голотурий (Holothuroidea).
Этот большой и широко распространённый отряд объединяет наиболее примитивных представителей данного класса, обладающих лучше выраженной пятилучевой симметрией, древовидными щупальцами и амбулакральными ножками, имеющими присоски и служащие для движения. Основная масса видов этого отряда обитает главным образом в прибрежных водах и на глубинах до 500—1000 м, и лишь единичные виды опускаются на более значительную глубину. В рамках этого отряда можно наблюдать голотурий с весьма разнообразной формой тела, чрезвычайно приспособленных для проживания в различных условиях. Самым крупным видом отряда является Cucumaria frondosa с длиной тела до 60 см.
На ноябрь 2023 года в отряд включают 11 семейств:
- Cucumariidae Ludwig, 1894
- Cucumellidae Thandar & Arumugam, 2011
- Heterothyonidae Pawson, 1970
- Paracucumidae Pawson & Fell, 1965
- Phyllophoridae Östergren, 1907
- Placothuriidae Pawson & Fell, 1965
- Psolidae Burmeister, 1837
- Rhopalodinidae Théel, 1886
- Sclerodactylidae Panning, 1949
- Vaneyellidae Pawson & Fell, 1965
- Ypsilothuriidae Heding, 1942